# 나인 (쇠뇌)
나인(nayin)은 아프리카 가봉의 원주민인 음퐁웨족이 사용한 쇠뇌의 일종이다.
본체는 사슴 넓적다리처럼 전면의 아래쪽이 부풀어 나와 있고, 그 위에 활몸이 부착되어 있다.